# سی‌اچ‌اس۸
سی‌اچ‌اس۸ (روسی: ЧС8) یک لوکوموتیو مسافری خط اصلی برقی است که در روسیه و اوکراین استفاده می‌شود.
لوکوموتیو ۸ محوری برای کشیدن قطارهای مسافربری طولانی (۲۸ تا ۳۲ واگن) با سرعتی در حدود ۱۰۰ کیلومتر در ساعت یا بیشتر ساخته شده است. در سال ۱۹۸۳ اولین دو لوکوموتیو آزمایشی ساخته شد و برای آزمایش و تنظیم به کیف تحویل داده شد. در سال ۱۹۸۷ هم ۳۰ لوکوموتیو به عنوان مدل انبوه ساخته شد. در سال ۱۹۸۹ آخرین سری آن که ۵۰ لوکوموتیو بود، ساخته شد. به عنوان قدرتمندترین لوکوموتیو مسافری AC در اتحاد جماهیر شوروی که برای قطارهای طولانی طراحی شده است، پس از فروپاشی اتحاد جماهیر شوروی توان مالی مسافران در روسیه و اوکراین به‌طور قابل توجهی کاهش یافت به همین خاطر سی‌اچ‌اس۸ تقاضای کمی پیدا کرد. پس از سال ۲۰۱۰ راه‌آهن روسیه به ای‌پی۱۰ و ای‌پی۲۰ به عنوان لوکوموتیوهای قدرتمند برای قطارهای مسافربری سریع یا طولانی روی آورد.